# Niederrheintheater
Das Niederrheintheater (Theater der Generationen) in Brüggen ist ein professionelles freies Theater und wurde im Jahr 2007 von der Regisseurin und Schauspielerin Verena Bill und dem Schauspieler Michael Koenen gegründet. Aus der ersten Spielstätte Schloss Dilborn in Brüggen, zog es im Jahr 2018 in die Burg Brüggen. Gründungsinszenierung im Februar 2007 war das Stück „Nora oder ein Puppenheim“ von Henrik Ibsen. Das Niederrheintheater, inszeniert Stücke für alle Altersgruppen.
Im Jahr 2010 riefen die Gründer Bill und Koenen die jährlich stattfindenden Niederrheinischen Theaterfestspiele mit Freilichttheateraufführungen im Innenhof der Burg Brüggen ins Leben.
Im Jugendtheaterbereich kooperiert das Niederrheintheater mit dem Theater Krefeld-Mönchengladbach und dem Deutschen Kinderschutzbund, mit ihnen entwickelt das Theater Präventionsprojekte für Jugendliche. Einige Projekte werden seit 2017 im Rahmen des Bundesprogramms„Demokratie Leben!“ im Kreis Viersen umgesetzt. Im Jahr 2021 erhielt das Niederrheintheater eine Förderung des Fonds Darstellende Künste e.V. Berlin und des Ministeriums für Kultur und Wissenschaft des Landes Nordrhein-Westfalen zur Umsetzung des Projektes „Möwe 2021“
Im Jahr 2018 und 2021 war das Niederrheintheater mit seinen Inszenierungen (Der Bär, Ein geplatztes Geschäft und Die Möwe von Anton Tschechow) auf dem Internationalen Literaturforum Badenweiler zu Gast, 2018 und 2019 auf den Berliner Märchentagen (Der Fischer und seine Frau, König Drosselbart):